# Заступник Голови Верховної Ради України
Заступник Голови Верховної Ради України — це народний депутат України, який заступає Голову Верховної Ради України у разі його відсутності та виконує обов'язки Першого заступника Голови Верховної Ради України у разі неможливості заступання ним Голови Верховної Ради України. Рішення про обрання заступника Голови Верховної Ради України приймаються відкритим поіменним голосуванням більшістю народних депутатів від конституційного складу Верховної Ради і оформляється відповідною постановою (п. 3 ст. 79 Регламенту Верховної Ради України).
Повноваження Заступника Голови Верховної Ради України:
(Стаття 80, пункт 3 Регламенту Верховної Ради України).
Чинним Заступником Голови Верховної Ради України з 29 серпня 2019 року є Олена Кондратюк.